# Tonnerre Yaoundé
Tonnerre Kalara Club din Yaoundé este un club de fotbal camerunez din orașul Yaoundé. Clubul s-a remarcat în anii 1980, câștigând cinci campionate naționale. De asemenea, au câștigat cupa națională de cinci ori. Printre cei mai notabili jucători care au trecut prin club se numără Roger Milla, Rigobert Song și liberianul George Weah.

## Legături externe
- Site-ul oficial al clubului Arhivat în 13 decembrie 2013, la Wayback Machine.